# Ann Vorsselmans
Ann Vorsselmans (Borgerhout, 4 juli 1981) is een Belgisch voormalig korfbalster.

## Levensloop
Vorsselmans was actief bij Borgerhout KC. In 2006 werd ze verkozen tot 'korfbalster van het jaar'.
Tevens maakte ze deel uit van het Belgisch nationaal team. Met dit team behaalde ze onder meer zilver op de Wereldspelen van 2005 en 2009 en het wereldkampioenschap van 2007.